# Oberthalhofen (Stiefenhofen)

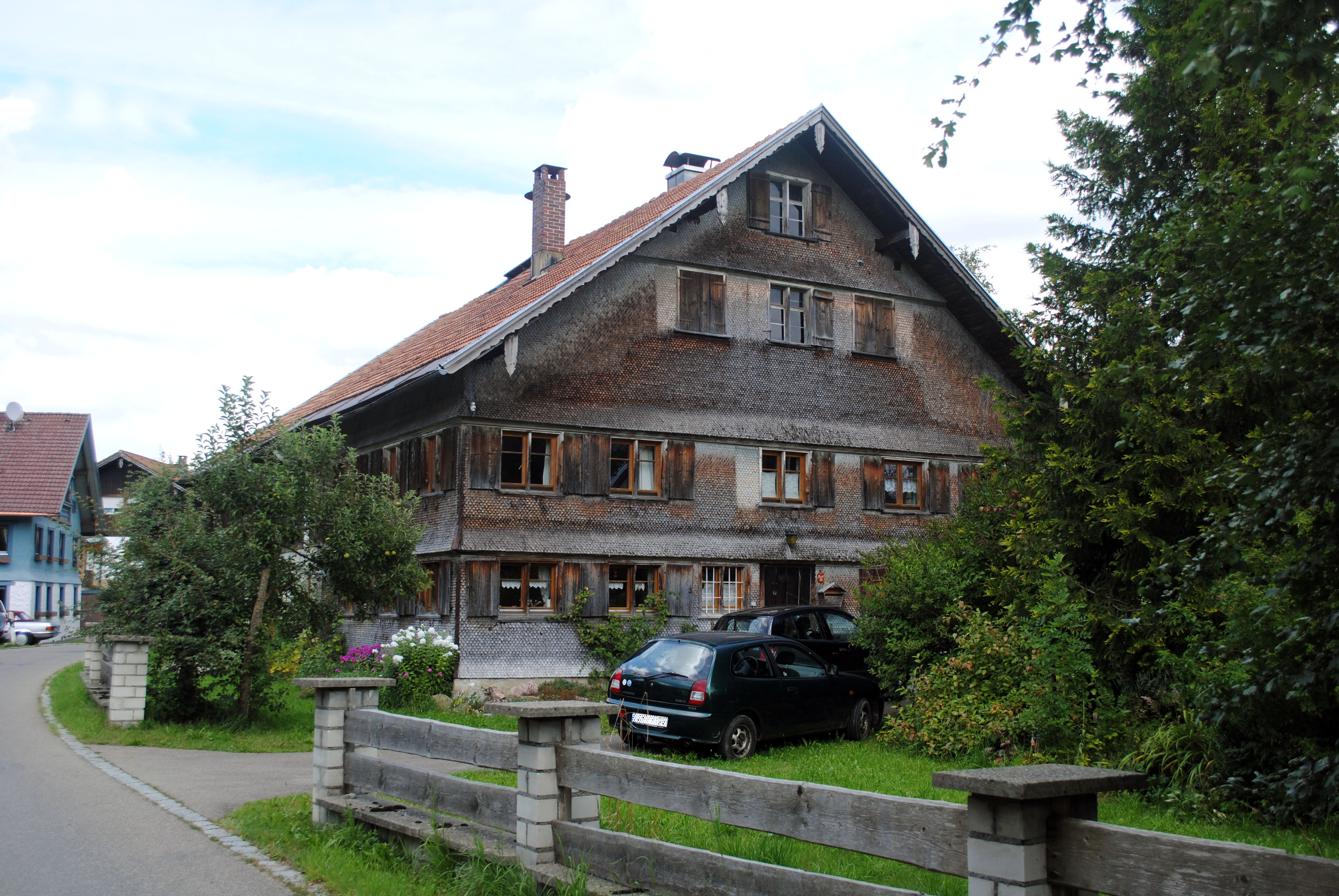
Baudenkmal in Oberthalhofen

Oberthalhofen (westallgäuerisch: Obədahlhofə) ist ein Gemeindeteil der bayerisch-schwäbischen Gemeinde Stiefenhofen im Landkreis Lindau (Bodensee).

## Geographie
Das Dorf liegt circa 0,5 Kilometer östlich des Hauptorts Stiefenhofen und zählt zur Region Westallgäu. Durch den Ort verlaufen die Obere Argen und die Bahnstrecke Buchloe–Lindau.

## Ortsname
Der Ortsname setzt sich aus dem mittelhochdeutschen Wort tal für Tal sowie dem Grundwort -hofen zusammen und bedeutet Hof/Höfe im Tal. Des Weiteren beschreibt er die relative Lage zu Unterthalhofen.

## Geschichte
Oberthalhofen wurde erstmals im Jahr 1278 urkundlich erwähnt. 1772 fand die Vereinödung in Oberthalhofen mit 14 Teilnehmern statt.

## Baudenkmäler
Siehe: Liste der Baudenkmäler in Oberthalhofen